# Choustník (hrad)
Choustník je zřícenina hradu asi jeden kilometr východně od stejnojmenné obce v okrese Tábor. Stojí na vrcholu dominantního vrchu v nadmořské výšce 660 m uvnitř přírodní rezervace Choustník. Hrad je v Česku vzácnou ukázkou tzv. ganerbenburgu, neboli hradu tvořeného více jádry, ve kterých sídlilo několik různých majitelů. Zřícenina hradu byla necitlivě zrestaurována a zpřístupněna veřejnosti. Věž hradu slouží jako rozhledna. Hrad je chráněný jako kulturní památka ČR.

## Historie hradu

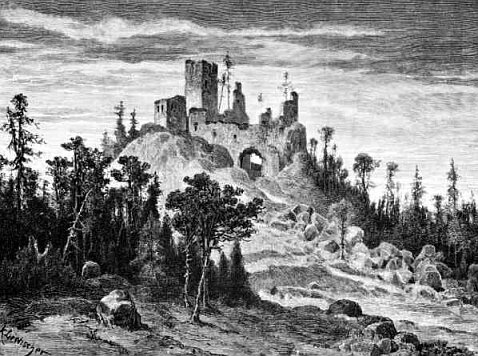
Zřícenina hradu na přelomu devatenáctého a dvacátého století

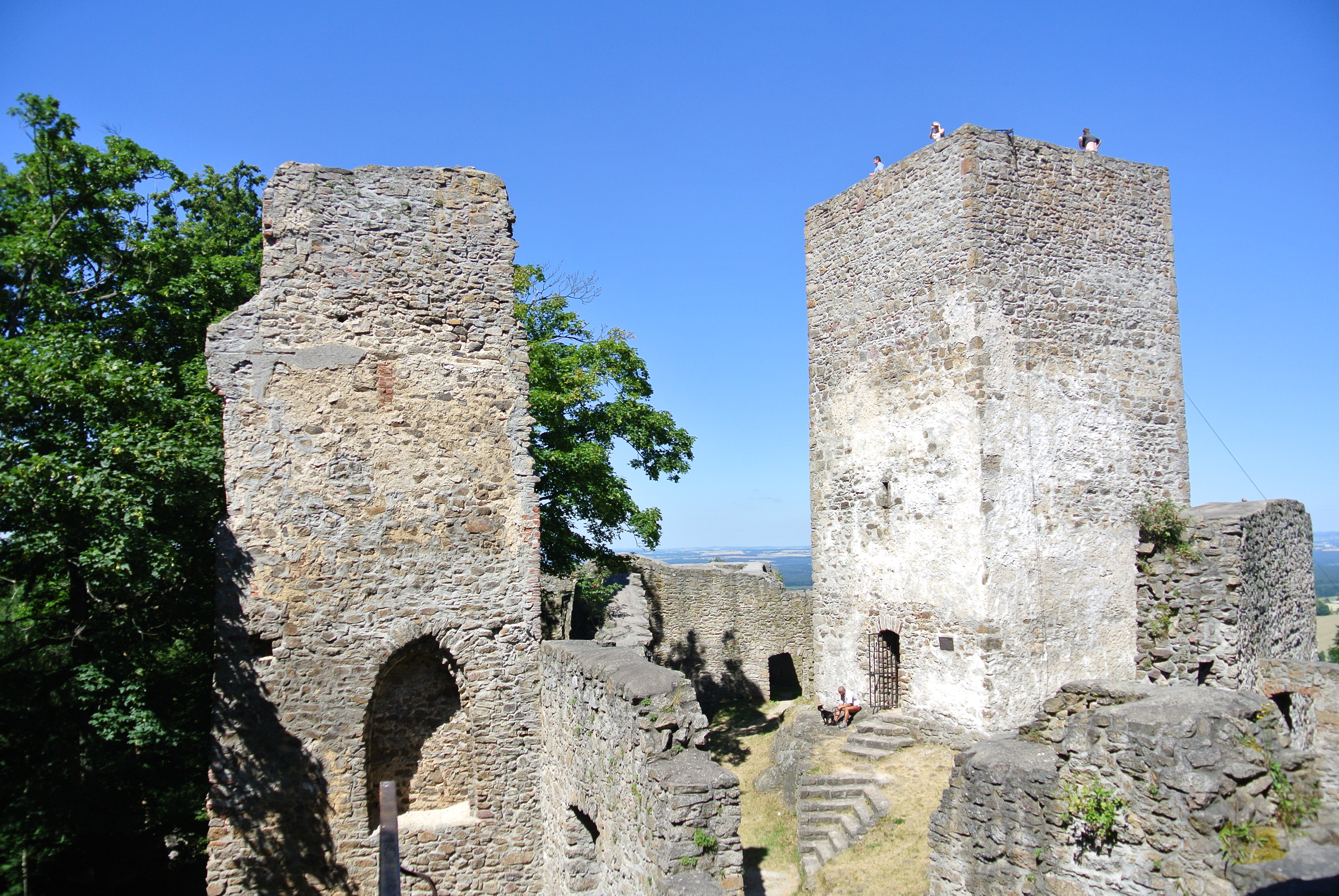
Západní jádro s větší věží

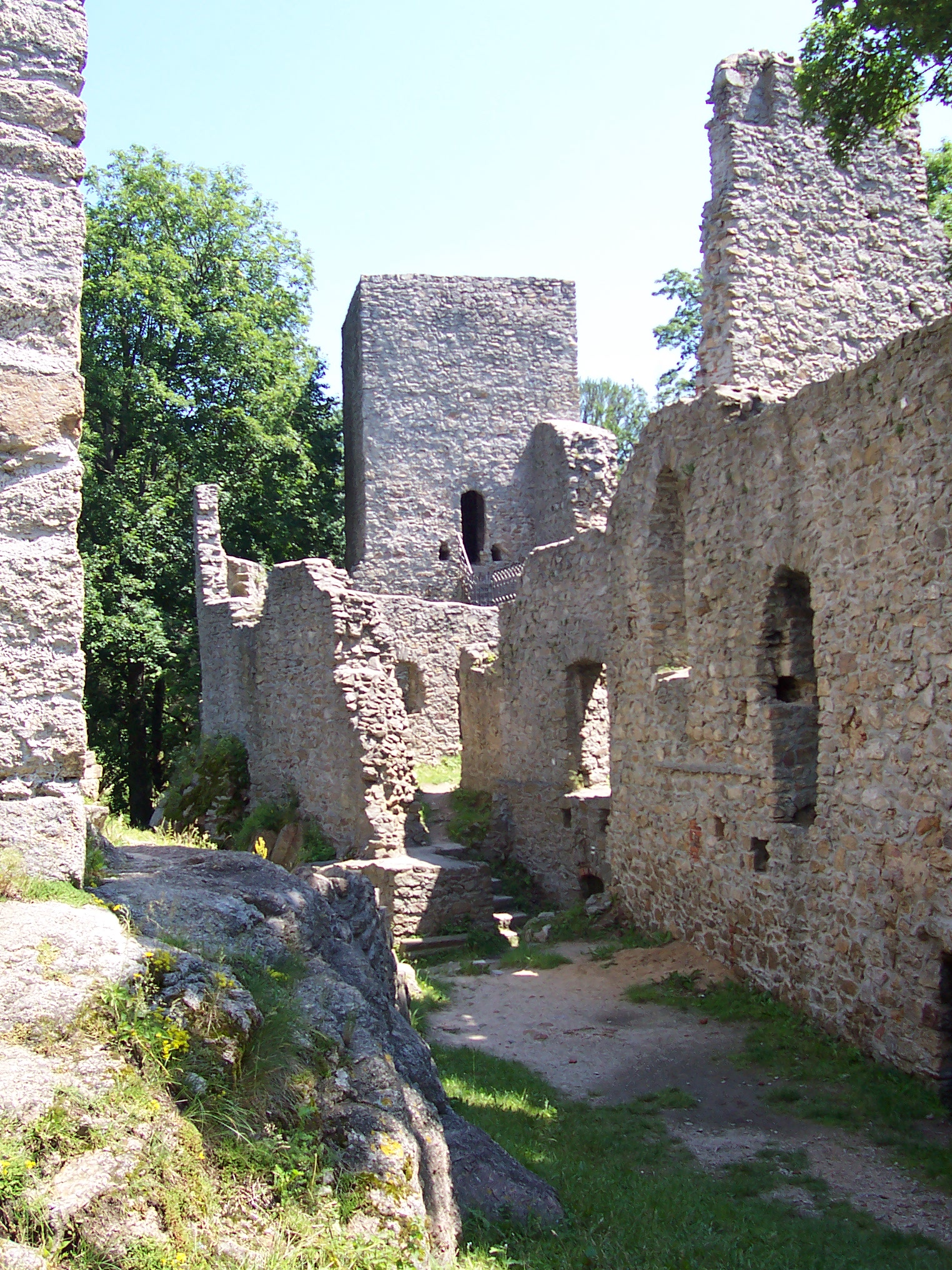
Východní jádro s menší věží

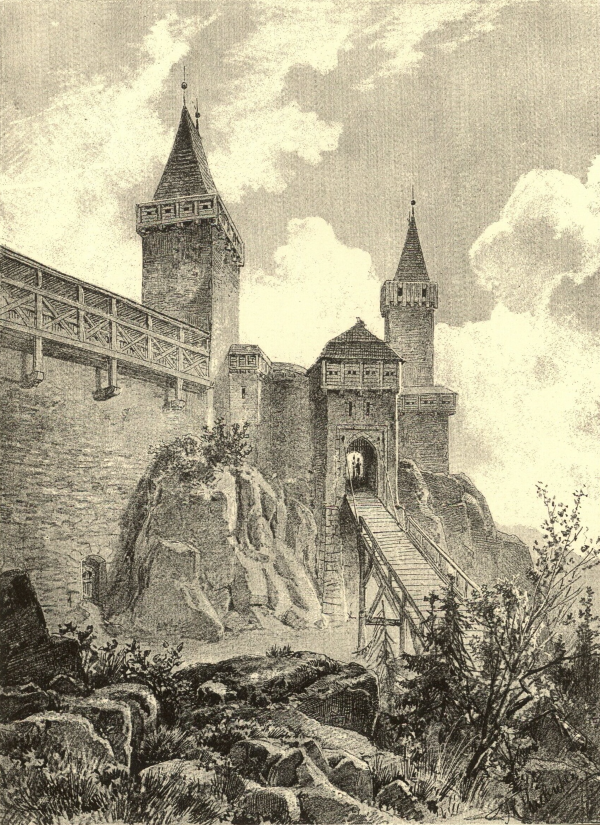
Hrad Choustník v 15. století (rekonstrukce K. Liebschera, 1885)

Hrad založil Beneš z Choustníka po roce 1262. Jeho potomci, Beneš a Jan z Choustníka, žili na hradě společně a rozdělili hradní jádro na dvě oddělené části. V Čechách byl podobně rozdělen jen hrad Skála.
Páni z Choustníka hrad roku 1322 vyměnili, stejně jako ostatní majetek, s Petrem I. z Rožmberka a získali za něj Chlumec nad Cidlinou a Choustníkovo Hradiště. Za Oldřicha II. z Rožmberka byla posílena obranná funkce hradu a ten se stal opěrným bodem hranice rožmberského panství. Po zboření hradu Příběnice v roce 1420 význam Choustníku vzrostl. V době husitských válek se stal vězením pro husitské kněze. Oldřichův syn Jan II. z Rožmberka byl během části poděbradských válek v roce 1467 spojencem krále Jiřího z Poděbrad a právě Choustník se stal centrem jeho válečných příprav proti Zdeňkovi ze Šternberka. Později však uzavřel příměří s jednotou zelenohorskou a přešel na její stranu proti králi. Brzy však musel s králem uzavřít příměří a vydat Choustník Zdeňkovi ze Šternberka, který ho vrátil až na nátlak šlechty v roce 1476. V roce 1533 byl majitelem hradu Jošt III. z Rožmberka a choustnickým purkrabím Jan Olbram ze Štěkře.
Petr Vok z Rožmberka prodal hrad s pivovarem, chmelnicemi, mlýnem, pilou, poplužním dvorem, zahradami, štěpnicemi, ovčínem a osmi vesnicemi roku 1596 Jiříku Homutovi z Harasova a od roku 1614 je hrad uváděn jako pustý. Panství přešlo na Homutovu dceru Zuzanu a její potomky, z kterých ho Heřman Václav Černín v roce 1674 postoupil panství svému věřiteli Janu Šporkovi. Odtud přešlo do vlastnictví dcery jeho synovce Marie Konstancie a jejího druhého manžela Karla Josefa Voračického z Paběnic (od roku 1706). V jeho rodině zůstal Choustník až do roku 1838. Své mládí v okolí hradu strávila hraběnka Eleonora Kounicová, mimo jiné příznivkyně Boženy Němcové. Roku 1948 byl Raolu Benjaminu Rohanovi vyvlastněn.

## Stavební podoba
Hrad je dvoudílný. Podobu původního předhradí neznáme, ale dnes je opevněné hradbou bez známek ochozu. Do výše položeného hradního jádra vedl most nesený třemi kamennými pilíři. Hradní jádro bylo v první stavební fázi obehnáno hradbou, ke které byla na severní straně přiložena větší obytná věž (donjon), která však stejně jako menší věž plnila také funkci bergfritu. Ve východní části jádra vznikl dvouprostorový palác.
Nejpozději za bratrů Beneše a Jana z Choustníka bylo jádro rozděleno do dvou samostatných částí. Původní palác byl rozšířen o jižní křídlo s místností osvětlovanou kružbovými okny, která bývá považována za kapli. V menším východním jádře byl postaven menší donjon a zlomkovitě dochovaný palác.
Za Oldřicha z Rožmberka bylo v reakci na rozvoj palných zbraní a zejména dělostřelby zdokonaleno opevnění. Podél jižní strany hradu vznikl parkán zesílený dvěma dovnitř otevřenými čtverhrannými baštami se štěrbinovými střílnami. Před parkánem se nachází ještě příkop a val, na kterém byla na východě postavena předsunutá věž. Další bašta se nacházela v předpolí hradu. Podle Augusta Sedláčka se předsunuté bašty jmenovaly Kokot a Sichrov. Kromě toho byla také zvýšena a střeleckým ochozem opatřena hlavní hradba jádra.

## Pověsti

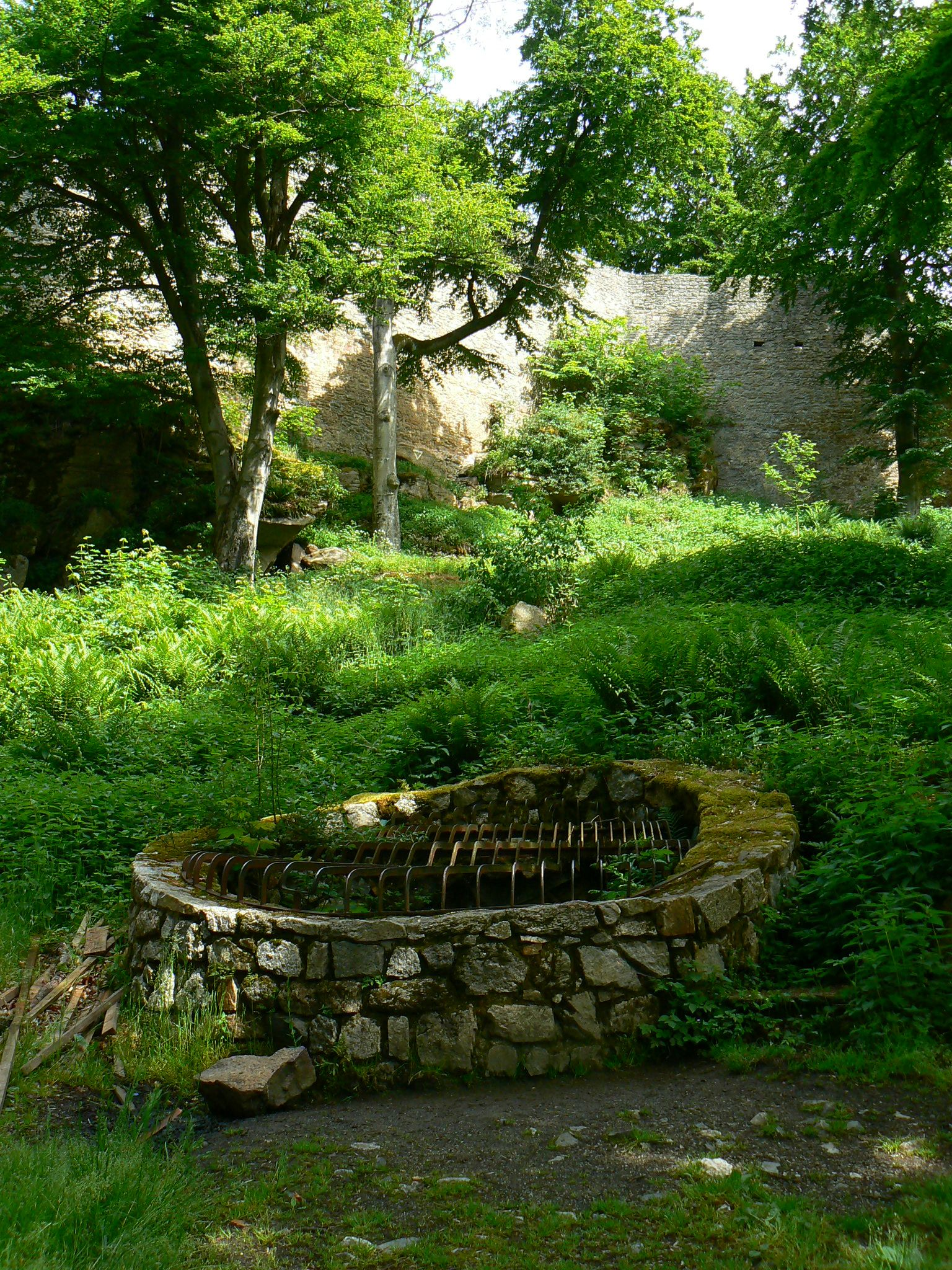
Studna na nádvoří

Původ jména hradu i vesnice vysvětluje pověst. Krásný a statečný panoš zamiloval se do dcery císaře Bedřicha Rudobradého. Princezna jeho lásku opětovala, ale císař jí nepřál. Milenci proto prchli a po dlouhé cestě usadili se v kraji táborském a vystavěli si hrad. Po čase zapomněl císař na svůj hněv a šel dceru hledat. Aby nebyl poznán, dal si své rezavé vousy ostříhati a přidělati vousy falešné. Šel a šel, až přišel v naše kraje a stanul před hradem, jehož neznal. Zaklepal na bránu a byl puštěn do hradu. Svou dceru poznal ihned, ale sám se dal poznati, až se přesvědčil, že jeho dcera je šťastna. Potom strhl falešné vousy a s dětmi se smířil. Od toho, že měl falešné vousy, nazván byl hrad fousáč – foustník, a z toho vzniklo jméno Choustník.
Ke hradu se váží i další pověsti. Podle nich páni z Choustníka získali rodový znak žebřík do erbu odměnou za dobytí města Milána, při kterém jako první dosáhli vrcholu milánských hradeb. Erb dostali od Přemysla Otakara I. a zároveň získali pozemky u Soběslavi. Ještě jedna pověst se vztahuje k hradu. Jednou za rok se k hradní studni slétají čarodějnice z okolí a tropí své rejdy.

## Přístup
| Rok  | Počet návštěvníků |
| ---- | ----------------- |
| 2015 | 12 073            |
| 2016 | 14 852            |
| 2017 | 14 338            |

Na hrad přístupný v otvíracích hodinách vede zeleně značená turistická trasa z vesnice pod hradem do Černovic.